# Vác Városi Evezős Club
A Vác Városi Evezős Club (VVEC) egy váci evezős sportegyesület. Itt evezett a világ- és Európa-bajnok Hirling Zsolt és a kétszeres világbajnok Pető Tibor is. A klub jelenlegi vezetőedzője Mácsik Miklós, elnöke Baranyai Imre.

## Története
A klub története az 1899-es alapításáig nyúlik vissza. 1906-ban lett tagja a Magyar Evezős Szövetségnek. 1909-ben rendeztek itt először evezős versenyt. Az első váci felnőtt egypárevezős bajnok 1963-ban Ribáry Zoltán lett. Első saját csónakházát 1983-ban avatták fel a Horváth Mihály utcában. A csónakházban egy javítóműhely is helyet kapott. 2000-ben jutott ki az olimpiára először váci evezős. 2001-ben Pető Tibor Haller Ákossal kétpárevezős számban világbajnoki címet szerzett, amit 2002-ben meg is védtek.